# Eilema paupercula
Eilema paupercula là một loài bướm đêm thuộc phân họ Arctiinae, họ Erebidae.